# 126. domobranska pukovnija HV
126. domobranska pukovnija HV Sinj osnovana je kao 126. sinjska brigada Hrvatske vojske 6. listopada 1991. pomoću oružja TO koje je JNA ostavila nakon povlačenja iz Sinja (2150 cijevi), a s vremenom je postala jedna od najelitnijih domobranskih pukovnija Hrvatske vojske. 

## Ratni put
7. studenoga 1992. godine 126. brigada HV razvojačena i prevedena u pričuvni sastav domobranske postrojbe u cetinskom kraju – ranije osnovane 1. i 2. domobranska bojna Sinj, u čiji sastav ulaze pripadnici 126. brigade s okupiranog prostora općine Sinj te Samostalna domobranska bojna Kijevo.
Preuzimaju crtu bojišnice na liniji Dinara – Maglaj – Vrdovo – Dubova vrata – Bitelić – Hrvace – Crni umac – Svilaja. Mjesec i pol nakon toga, 24. prosinca, izdana je zapovijed o ustroju 16. domobranske pukovnije. Postrojba je djelovala do 24. kolovoza 1994. godine kada je preustrojem zajedno sa 126. brigadom HV prešla u sastav 126. domobranske pukovnije, sudjelujući u svim oslobodilačkim operacijama. Kroz sastav 16. domobranske pukovnije prošlo je više od 1300 branitelja, 8 pripadnika je poginulo, a više desetaka je ranjeno.